# Christian Slater
Christian Michael Leonard Slater (Nova York, 18 de agosto de 1969) é um ator americano. É o vencedor do Globo de Ouro 2016 de Melhor Ator Coadjuvante em Televisão pelo seu papel na série de televisão Mr. Robot.

## Filmografia
- 2018 - The Public
- 2017 - Rick and Morty
- 2016 - King Cobra
- 2015 - Mr. Robot
- 2014 - Way of the wicked
- 2013 - Ninfomaníaca: Volume 1
- 2013 - Na Mira da Morte
- 2013 - Bullet to the Head (Movie)
- 2012 - Tiros, Garotas e Trapaças - Guns, Girls and Gambling (Filme)
- 2011 - Breaking In (TV)
- 2010 - Rede De Intrigas
- 2009 - Dolan's Cadillac
- 2007 - 2004: A Light Knight's Odissey (voz)
- 2007 - He Was a Quiet Man
- 2007 - Slipstream
- 2006 - Bobby
- 2006 - O homem sem sombra 2 (Hollow man 2)
- 2005 - The Deal
- 2004 - The Good Shepherd
- 2004 - Pursued
- 2004 - Alone in the Dark
- 2004 - Churchill: The Hollywood Years
- 2004 - 2004: A Light Knight's Odissey (TV) (voz)
- 2004 - Mindhunters
- 2003 - Masked & Anonymous
- 2002 - Dinheiro sujo (Run for the Money)
- 2002 - Códigos de guerra (Windtalkers)
- 2002 - Naked movie
- 2001 - Zoolander (Zoolander)
- 2001 - 3000 milhas para o inferno (3000 Miles to Graceland)
- 2001 - O alvo errado (Who is Cletis Tout?)
- 2000 - A conspiração (The Contender)
- 1999 - Love Stinks
- 1998 - Uma loucura de casamento (Very Bad Things)
- 1998 - Basil - Amor e ódio (Basil)
- 1998 - Tempestade (Hard Rain)
- 1997 - Merry Christmas, George Bailey (TV)
- 1997 - Julian Po - O contador de mentiras (Julian Po)
- 1997 - Austin Powers - Um detetive nada discreto (Austin Powers)
- 1996 - A última ameaça (Broken Arrow)
- 1996 - Rosas da sedução (Bed of Roses)
- 1995 - Assassinato em primeiro grau (Murder in the First)
- 1995 - Catwalk
- 1994 - Entrevista com o vampiro (Interview with the Vampire: The Vampire Chronicles)
- 1994 - Jimmy Hollywood (Jimmy Hollywood)
- 1993 - Coração indomável (Untamed heart)
- 1993 - The Last party
- 1993 - Amor à queima-roupa (True Romance)
- 1992 - Kuffs - Um tira por acaso (Kuffs)
- 1992 - FernGully: The Last Rainforest (voz)
- 1992 - Where the Days Takes You
- 1991 - Jornada nas Estrelas VI - A terra desconhecida (Star Trek IV: The Undiscovered Country)
- 1991 - Império do Crime (1991) (Mobsters)
- 1991 - Robin Hood - Príncipe dos ladrões (Robin Hood: Prince of Thieves)
- 1990 - Um som diferente (Pump Up the Volume)
- 1990 - Contos da Escuridão (Tales from the Darkside: The Movie)
- 1990 - Jovens demais para morrer (Young Guns II)
- 1989 - Atração mortal (Heathers)
- 1989 - Desperate for Love (TV)
- 1989 - Além das estrelas (Beyond the Stars)
- 1989 - Skates - Na pista da morte (Gleaming the Cube)
- 1989 - The Wizard
- 1988 - Tucker - Um homem e seu sonho (Tucker: The Man and His Dream)
- 1986 - O nome da rosa (The Name of the Rose)
- 1986 - Secrets (TV)
- 1986 - Twisted
- 1985 - A lenda de Billie Jean (The Legend of Billie Jean)
- 1983 - Living Proof: The Hank Williams Jr. Story (TV)
- 1983 - The Haunted mansion Mystery (TV)

## Premiações
- Ganhador do Critics Choice Awards 2016 por 'Melhor ator coadjuvante em série dramática, por "Mr. Robot"
- Ganhador do Globo de Ouro 2016 por 'Melhor ator coadjuvante em série, por "Mr. Robot".
- Recebeu uma indicação ao Independent Spirit Awards de Melhor Ator, por "Um Som Diferente" (1990).
- Recebeu 3 indicações ao MTV Movie Awards de o Mais Gostoso, por "Kuffs - Um Tira por Acaso" (1992), "Coração Indomável" (1993) e "Entrevista com o Vampiro" (1994). Venceu em 1993.
- Recebeu 2 indicações ao MTV Movie Awards de Melhor Beijo, por "Coração Indomável" (1993) e "Amor a Queima-Roupa" (1993). Venceu por "Coração Indomável".
- Recebeu uma indicação ao MTV Movie Awards de Melhor Luta, por "A Última Ameaça" (1996).
- Recebeu uma indicação ao Framboesa de Ouro de Pior Ator Coadjuvante, por "Império do Crime" (1991).